# Saint-Estèphe (Dordogna)
Saint-Estèphe è un comune francese di 607 abitanti situato nel dipartimento della Dordogna nella regione della Nuova Aquitania.

## Società

### Evoluzione demografica
Abitanti censiti